# メモリーグラス
「メモリーグラス」は、堀江淳の楽曲で、デビューシングル。1981年4月21日にCBS・ソニーから発売された。

## 解説
デビュー曲ながら、1981年のオリコンチャート週間3位まで上昇、53.4万枚を売上げ、1981年度の年間ランキングは18位。堀江淳の最大のヒットシングルである。
TBS系列の『ザ・ベストテン』で、1981年7月30日放送時第10位に初登場。その後8月20日・8月27日放送時に最高7位まで上昇、9月24日放送時の第10位まで、通算連続9週ランクイン。なお、1981年の同番組年間ランキングは13位に入った。

## 収録曲
- 全曲、作詞・作曲：堀江淳　編曲:船山基紀

1. メモリーグラス
2. 夢吹雪

## カバー
- 研ナオコ - 『恋愛論』（1981年・カバーアルバム）
- フランク永井 - 『WOMAN』（1982年・アルバム）
- なかの綾 - 『わるいくせ』（2014年・カバーアルバム）
- 吉幾三 - ｢あの頃の青春を詩う vol.3｣（2016年・カバーアルバム）
- 藤圭子 - 『螢火-右･左-』（1981年・カセットテープ）
- 柴田淳 - 『おはこ』（2019年・カバーアルバム）
- JUJU - 『スナックJUJU ～夜のRequest～『帰ってきたママ』』（2023年・カバーアルバム）[2]
- Ms.OOJA - 『流しのOOJA 3〜VINTAGE SONG COVERS〜』（2024年・カバーアルバム）